# Sociologie de la connaissance
 (février 2022).
La sociologie de la connaissance est une branche de la sociologie qui a pour objet la connaissance humaine considérée comme un phénomène social, c'est-à-dire dont l'élaboration est influencée ou déterminée par des circonstances socio-historiques particulières. En s'intéressant aux modes de pensée des acteurs saisis en fonction de leur groupe d'appartenance et de la situation qu'ils occupent dans un état de société donné, la sociologie de la connaissance a pour but de mettre en lumière la manière dont les gens pensent et connaissent effectivement au quotidien.
Émile Durkheim et Marcel Mauss furent les pionniers de cette discipline. À la fin du XIXe siècle et au début du XXe, ils ont écrit des œuvres qui cherchent à expliquer comment la pensée conceptuelle, la langue, et la logique peuvent être influencées par le milieu social duquel ils proviennent. Alors qu'aucun des deux n’a jamais utilisé le terme de « sociologie de la connaissance », leur œuvre est une première contribution importante à la discipline.

## Théories

### Émile Durkheim
Émile Durkheim (1858–1917) traite de plusieurs sujets, dont le suicide, la famille, les structures sociales, les institutions sociales, et une grande partie de son œuvre porte sur la connaissance. En 1902 et avec Marcel Mauss, il a publié l'article, "De quelques formes primitives de classification", qui examine les différentes façons dont l’organisation et la structure sociales influencent la genèse des catégories et des systèmes de groupement logique d'une société.

#### Les représentations collectives
Un des plus importants éléments de la théorie de connaissance de Durkheim est son concept de représentations collectives, un terme qui remplace le terme 'conscience collective' utilisé dans De la division du travail social. Les représentations collectives sont les symboles et images qui représentent les idées, croyances, et valeurs d'une collectivité. Elles ne sont pas réductibles aux individus appartenant au groupe. Les représentations collectives peuvent être des mots, slogans, idées ou bien des symboles matériels, comme une croix, une pierre, un temple, une plume etc. Comme nous l'explique Durkheim, les représentations collectives sont créées à travers l'interaction intense des individus lors d'une réunion ou rite religieux. Elles sont les produits d'une activité collective et en tant que tel, ces représentations ont une caractéristique qui semble être contradictoire. Elles sont à la fois externes à l'individu (puisqu'elles sont créées et contrôlées non par l'individu, mais par la société entière), et internes à l'individu (en vertu de la participation de l'individu dans la société). À travers les représentations collectives, le groupe met la pression sur l'individu pour s'assimiler aux normes morales et intellectuelles de la société. Ainsi, les représentations collectives servent à donner un sens et un ordre au monde, mais ils expriment, symbolisent, et interprètent des relations sociales en même temps.

#### Durkheim et le logos
La déclaration définitive de Durkheim à propos de la sociologie de la connaissance se trouve dans son magnum opus Les formes élémentaires de la vie religieuse. Dans ce livre, Durkheim tente non seulement d'élucider les origines sociales et la fonction sociale de la religion, mais aussi de décrire les origines sociales de et l'impact de la société sur la langue et la pensée logique.
Dans Les formes élémentaires de la vie religieuse Durkheim fait référence surtout à Kant, et réinterprète la théorie Kantienne de la genèse des catégories. Il critique l'idée kantienne que les catégories comme le temps, l'espace, ou le nombre, sont présentes à l'homme a priori. D'après Durkheim, ces catégories ne sont pas universellement partagés par l'humanité a priori, mais sont plutôt déterminés par les cultures qui les créent. Durkheim dit des catégories comme le temps et l'espace:

« Non seulement c'est la société qui les a instituées, mais ce sont des aspects différents de l'être social qui leur servent de contenu : la catégorie de genre a commencé par être indistincte du concept de groupe humain; c'est le rythme de la vie sociale qui est à la base de la catégorie de temps ; c'est l'espace occupé par la société qui a fourni la matière de la catégorie d'espace ; c'est la force collective qui a été le prototype du concept de force efficace, élément essentiel de la catégorie de causalité. »

Cela vaut pour tous les catégories, y compris la catégorie de totalité, la catégorie la plus importante pour Durkheim.
Le même vaut pour la langue, ou bien les concepts; ils sont des produits de la collectivité, des éléments essentiellement partagés entre autres. Cela veut dire, paradoxalement, que la langue existe hors de, et indépendamment, de l'individu (puisque l'individu est contraint d'utiliser des mots qui ont du sens pour les autres), mais aussi dans et à travers l'individu qui parle. Comme dit Durkheim:

« La nature du concept, ainsi défini, dit ses origines. S'il est commun à tous, c'est qu'il est l'œuvre de la communauté. Puisqu'il ne porte l'empreinte d'aucune intelligence particulière, c'est qu'il est élaboré par une intelligence unique où toutes les autres se rencontrent et viennent, en quelque sorte s'alimenter. [...] Toutes les fois que nous sommes en présence d'un type   de pensée ou d'action, qui s'impose uniformément aux volontés ou aux intelligences particulières, cette pression exercée sur l'individu décèle l'intervention de la collectivité. D'ailleurs, nous disions précédemment que les concepts avec lesquels nous pensons couramment sont ceux qui sont consignés dans le vocabulaire. Or il n'est pas douteux que le langage et, par conséquent, le système de concepts qu'il traduit, est le produit d'une élaboration collective. Ce qu'il exprime, c'est la manière dont la société dans son ensemble se représente les objets de l'expérience. Les notions qui correspondent aux divers éléments de la langue sont donc des représentations collectives. »

Durkheim ajoute, appuyant sur Platon:

« Mais si ce sont, avant tout, des représentations collectives, ils ajoutent, à ce que peut nous apprendre notre expérience personnelle, tout ce que la collectivité a accumulé de sagesse et de science au cours des siècles. Penser par concepts, ce n'est pas simplement voir le réel par le côté le plus général ; c'est projeter sur la sensation une lumière qui l'éclaire, la pénètre et la transforme. Concevoir une chose, c'est en même temps qu'en mieux appréhender les éléments essentiels, la situer dans un ensemble ; car chaque civilisation a son système organisé de concepts qui la caractérise. En face de ce système de notions, l'esprit individuel est dans la même situation que le nous de Platon en face du monde des Idées. Il s'efforce de se les assimiler, car il en a besoin pour pouvoir commercer avec ses semblables. »

Notre manière de conceptualiser le monde, et notre manière de parler du monde sont en large mesure déterminées par la société dans laquelle nous vivons. Et encore plus, la société prend une part active dans notre perception même de la réalité; elle nous dévoile certains éléments de la réalité en même temps qu'elle nous cache certains autres. La société nous donne un langage infiniment riche qui dépasse nos propres expériences personnelles et nous aide à encadrer nos propres conceptualisations du monde. Elle fixe l'entrée de jeu de toute expression linguistique.
Ces déclarations devancent celles faites dans le même sens par d'autres philosophes, comme Michel Foucault dans Les mots et les choses par exemple, de non moins de 50 ans. Ainsi, Durkheim, comme Friedrich Nietzsche, peut être considéré un des premiers philosophes à contourner le modèle de l'égo cartésien qui conceptualise l'individu rationnel dans un état pur et absolument autonome, déconnecté des influences extérieures qui peuvent obscurcir la logique et le jugement.

### Connaissance, idéologie, politique
Initié par Max Scheler et poursuivie par Karl Mannheim, ce programme de recherches s'est très tôt intéressé à la manière dont l'idéologie imprègne la pensée, en particulier dans le domaine de la politique. Partant du postulat que toute connaissance est socialement constituée et orientée par des systèmes de valeurs et des idéologies, le sociologue de la connaissance porte une attention particulière à la « constellation » socio-historique dans laquelle s'inscrit le sujet pensant.
Dès lors, la sociologie de la connaissance s'intéresse particulièrement - du moins chez Mannheim - aux discours, dont l'analyse permet de voir comment s'actualisent certains schèmes de raisonnement ou des conceptions du monde qui livrent des modes de connaissance de « sens commun ». En effet, la sociologie de la connaissance ne porte pas sur les modes de connaissances scientifiques ou philosophique ; elle n'adopte pas non plus une perspective cognitiviste s'intéressant aux phénomènes mentaux considérés en dehors de tout contexte social.

### Constructivisme social
Durant les années 1960, Peter Berger et Thomas Luckmann popularisent un nouveau paradigme de la sociologie de la connaissance inspiré de la sociologie phénoménologique d'Alfred Schütz avec la publication de La Construction sociale de la réalité en 1966.

## Citations
- Du livre Les formes élémentaires de la vie religieuse de Durkheim:

« La matière de la pensée logique est faite de concepts.  Chercher comment la société peut avoir joué un rôle dans la genèse de la pensée logique revient donc à se demander comment elle peut avoir pris part à la formation des concepts. »

« Elles [les représentations collectives] correspondent à la manière dont la société dans son ensemble se représente les objets de l’expérience. »

« Et puisque la pensée logique commence avec le concept, il suit qu’elle a toujours existé, il n’y a pas eu de période historique pendant laquelle les hommes auraient vécu, d’une manière chronique, dans la confusion et la contradiction. »

« Puisque l’univers n’existe qu’autant qu’il est pensé-et puisqu’il n’est pensé totalement que par la société, il prend place en elle. »

« La pensée vraiment et proprement humaine n’est pas une donnée primitive ; c’est un produit de l’histoire. »

« Le contenu même de ces notions témoigne dans le même sens. Il n'est guère de mots, en effet, même parmi ceux que nous employons usuellement, dont l'acception ne dépasse plus ou moins largement les limites de notre expérience personnelle. Souvent un terme exprime des choses que nous n'avons jamais perçues, des expériences que nous n'avons jamais faites ou dont nous n'avons jamais été les témoins. Même quand nous connaissons quelques-uns des objets auxquels il se rapporte, ce n'est qu'à titre d'exemples particuliers qui viennent illustrer l'idée, mais qui, à eux seuls, n'auraient jamais suffi à la constituer. Dans le mot, se trouve donc condensée toute une science à laquelle je n'ai pas collaboré, une science plus qu'individuelle ; et elle me déborde à un tel point que je ne puis même pas m'en approprier complètement tous les résultats. Qui de nous connaît tous les mots de la langue qu'il parle et la signification intégrale de chaque mot ? »

- De La construction sociale de la réalité de Peter Berger et Thomas Luckmann paru en 1966 :

« Il est important de garder à l'esprit que l'objectivité du monde institutionnel, même si elle apparaît massivement à l'individu, est une objectivité produite et construite par l'être humain. »

« La légitimation explique l'ordre institutionnel en accordant une validité cognitive à ses significations objectivées. La légitimation justifie l'ordre institutionnel en offrant une dignité normative à ses impératifs pratiques. Il est important de comprendre que la légitimation possède une dimension cognitive  et normative. En d'autres termes, la légitimation n'est pas seulement affaire de valeurs. Elle implique également de la connaissance. »

- Du livre de Michel Foucault Les mots et les choses, Gallimard, 1966

« L’ordre, c’est à la fois ce qui se donne dans les choses comme leur loi intérieure, le réseau secret selon lequel elles se regardent en quelque sorte les unes les autres et ce qui n’existe qu’à travers la grille d’un regard, d’une attention, d’un langage; et c’est seulement dans les cases blanches de ce quadrillage qu’il se manifeste en profondeur comme déjà là, attendant en silence le moment d’être énoncé. (p. 11) »

« Les codes fondamentaux d’une culture-ceux qui régissent son langage, ses schémas perceptifs…fixent d’entrée de jeu pour chaque homme les ordres empiriques auxquels il aura affaire et dans lesquels il se retrouvera. (p. 11) »

« C’est sur fond de cet ordre, tenu pour sol positif, que se bâtiront les théories générales de l’ordonnance des choses et les interprétations qu’elle appelle. (p. 12) »

« Ces codes culturels sont « antérieurs aux mots, aux perceptions, et aux gestes qui sont censés alors les traduire avec plus ou moins d’exactitude ou de bonheur. (p. 12) »

« C’est plutôt une étude qui s’efforce de retrouver à partir de quoi connaissances et théories ont été possibles ; selon quel espace d’ordre s’est constitué le savoir. (p. 13) »

- Autres auteurs:

« La sociologie de la connaissance n'est pas une philosophie, une doctrine, une idéologie, encore moins une discipline particulière ; elle est ce que devrait être une anthropologie en continuelle genèse. Avant d'être ainsi nommée, elle se fraye un chemin, en ordre dispersé, à la convergence de multiples recherches, d'analyses différentes [...]. Elle tente de saisir le sens et les rôles des diverses formes de la pensée, leurs pratiques, leurs représentations, leurs expressions, selon leur enracinement dans un ensemble humain et la place qu'elles y occupent. »

— Jean Duvignaud, « Pour une sociologie de la connaissance », in Sociologie de la connaissance, revue Bastidiana, n° 35-36, juillet-décembre 2001)

« Pour cette sociologie, les connaissances n’existent pas éternellement en soi, mais ne sont pas pour autant l’invention d’individus isolés. Elles sont relatives, contextuelles, toujours dépendantes de cadres et conditions multiples de nature socioculturelle et civilisationnelle : habitudes, traditions, intérêts, coutumes, lois. Mais elles sont aussi liées à des contextes psychosociaux à résonance individuelle : souvenirs, oublis, peurs, joies, refoulements, interdits, idéaux, désirs, espoirs et aspirations diverses. »

— Francis Farrugia in La connaissance sociologique. Contribution à la sociologie de la connaissance, L'Harmattan, collection Logiques sociales, série Sociologie de la connaissance, 2002)

## Repères bibliographiques

### Ouvrages classiques
- Émile Durkheim, Les formes élémentaires de la vie religieuse 1912.
- Max Scheler, Problèmes de sociologie de la connaissance (1924) ; éd. français, Paris, PUF, 1993.
- Karl Mannheim, Idéologie et utopie (Une introduction à la sociologie de la connaissance) (1929), Paris, Rivière, 1956.
- Michel Foucault, Les mots et les choses
- Peter Berger et Thomas Luckmann, La Construction sociale de la réalité (1966), Paris, Armand Collin, 1996.

### Autres contributions
- Jean Duvignaud (éd.), Sociologie de la connaissance, Payot, 1979.
- Francis Farrugia (éd.), La connaissance sociologique. Contribution à la sociologie de la connaissance, L'Harmattan, 2002.
- Francis Farrugia (éd.), L'interprétation sociologique, L'Harmattan, 2006
- Francis Farrugia (éd.), Le terrain et son interprétation. Enquêtes, comptes rendus, interprétations, L'Harmattan, 2006
- Francis Farrugia, Critique de la raison sociologique. Le conflit des formes de la connaissance, L'Harmattan, 2011
- Georges Gurvitch, Les cadres sociaux de la connaissance, Paris, PUF, 1966.
- Julien Gargani, Voyage aux marges du savoir : ethno-sociologie de la connaissance. , L'Harmattan, 2011.
- Gérard Namer, Karl Mannheim sociologue de la connaissance, L'Harmattan, 2006.
- Alfred Schütz, Essais sur le monde ordinaire, préface et traduction Thierry Blin, Félin Poche, 2007
- Kurt Heinrich Wolff, Versuch zu einer Wissenssoziologie, Berlin, 1968

## Voir également